# Erbjungfernrecht
Erbjungfernrecht, auch Erbtochterrecht war das im Mecklenburgischen bestehende Recht der Tochter eines ohne männliche Nachkommen verstorbenen Adeligen (der Erbjungfer), das von diesem hinterlassene Lehen als Nutznießerin zu genießen, selbst wenn es ein Familienfideikommiss war. Diese Form der weiblichen Erbfolge galt zunächst nur in der mecklenburgischen Herrschaft Stargard, wurde dann aber auf das gesamte mecklenburgische Herzogtum ausgedehnt. Es war jedoch nie unumstritten.
Besondere Bedeutung erhielt dieses Recht bei der Frage, ob Gräfin Amalasuntha von Bothmer, die 1831 Kuno zu Rantzau-Breitenburg geheiratet hatte, neben ihren beiden unverheirateten Schwestern das Erbjungfernrecht grundsätzlich in Anspruch nehmen dürfe, oder ob dieses Recht mit ihrer Heirat erlösche. Dabei ging es um den mit Schloss Bothmer in Klütz verbundenen Fideikommiss und damit um einen der größten Grundbesitze des Landes. Kuno zu Rantzau ließ deshalb zwei Rechtsgutachten einholen, die von den Jura-Professoren Ferdinand Kämmerer von der Universität Rostock und Heinrich Matthias Zöpfl von der Universität Heidelberg angefertigt wurden und Amalasunthas Nießbrauchrecht bestätigten. Daraufhin zog das Paar nach Schloss Bothmer und lebte dort bis zu Amalasunthas Tod 1856. Anschließend fiel der Fideikommiss gemäß einem Vergleich Felix Gottlob Graf von Bothmer (1804–1876) zu.